# Sony
Корпорація Sony (англ. Sony Corporation, яп. ソニー — Соні:) — транснаціональна корпорація зі штаб-квартирами в Японії та США, що виникла в Японії в 1946 році. Сьогодні Sony Corporation — один  з операційних підрозділів, що входять до складу холдингу Sony Group.
Займається випуском побутової та професійної електроніки та іншої високотехнологічної продукції. Крім того Sony є однією з найбільших у світі медійних компаній, володіючи звукозаписною маркою Sony BMG (спільно з компанією Bertelsmann), кіностудіями Columbia Pictures і TriStar Pictures, а також повним архівом фільмів компанії MGM (спільно з компанією Comcast).

## Історія
Корпорація «Sony» заснована Акіо Моріта і Масару Ібука 7 травня 1946. На самому початку компанія називалася «Tokyo Tsushin Kogyo», скорочено «Тоцуко», але, як з'ясував Акіо Моріта, це слово важко вимовляти американцям. Сучасна назва «Sony» походить від латинського слова «звук» — соннус, крім того, Моріта намагався знайти слово, якого немає в жодній світовій мові. Моріта очолював компанію довгий час, відповідав за маркетинг та продажу і зумів привести її до величезного успіху на ринку. «Sony» зробила своє ім'я на доброму та привабливому дизайні й нововведеннях. Особливу роль «Sony» приділяла зменшення розмірів продукції й техніки для розваги.
У 1950-і «Sony» визнала вирішальну роль транзисторів і випустила свій перший портативний транзисторний радіоприймач «TR-63», ця новинка поклала початок успіху компанії.
У 1970–1980 з'являються перші портативні плеєри Walkman. У 1983 році «Sony» спільно з компанією Philips випустила на ринок перші компакт-диски. У 1990-і роки були створені перші «міні-діскмени». У 1990 році «Sony» випустила близько 500 нових продуктів, тобто винаходилось майже дві новинки в день.
Наприкінці 1994 року «Sony» представила на Японський ринок відому тепер всім першу свою гральну консоль — PlayStation. Серія консолей PlayStation впевнено конкурує на світовому ринку. Пізніше були випущені наступники цієї консолі — PlayStation 2, PlayStation 3, а також портативні PlayStation Portable та PlayStation Vita.

## Діяльність

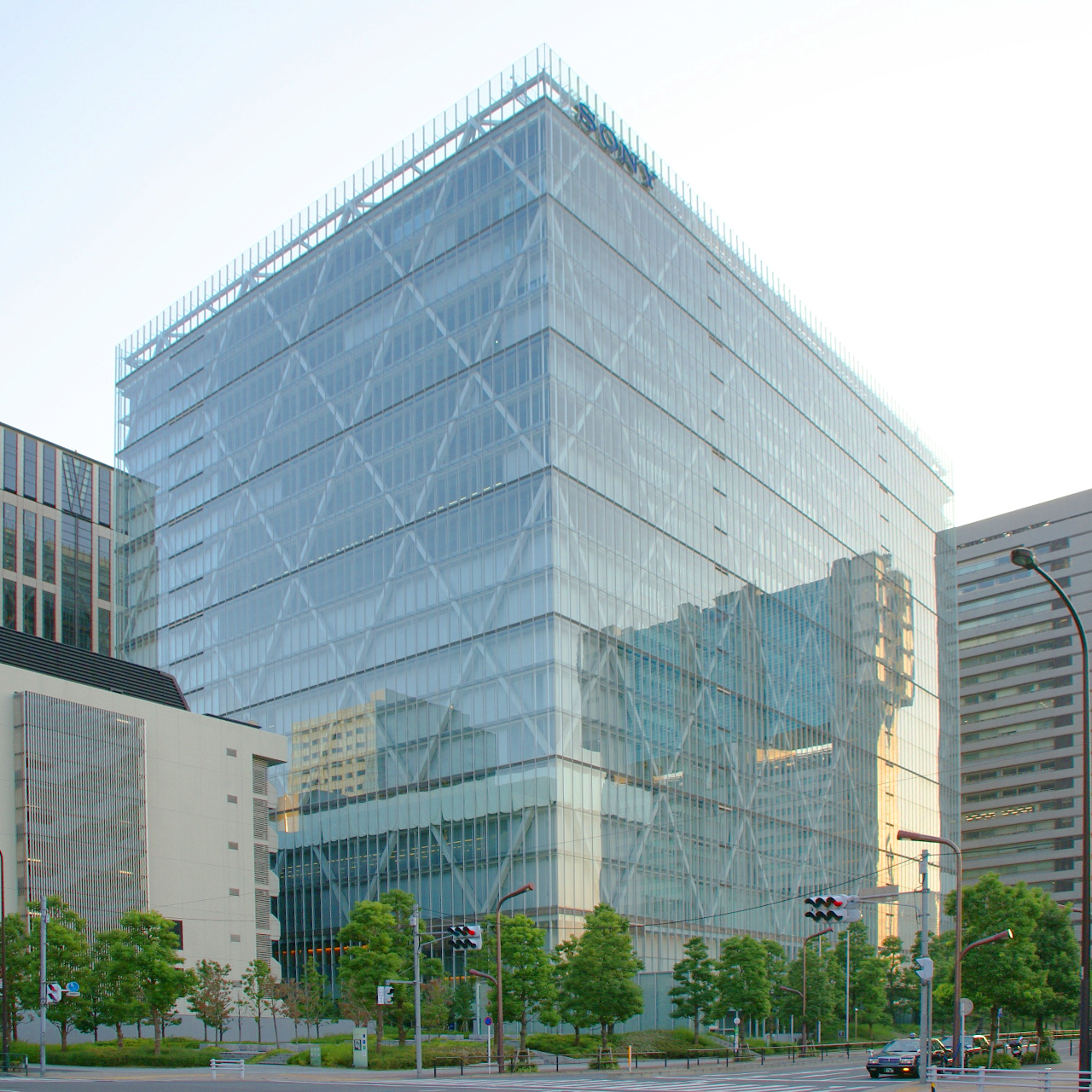
Штаб-квартира Sony Corporation в Токіо (район Мінато)

Головні операційні сегменти Sony Group:
- Sony Corporation (управління холдингом, побутова і професійна електроніка, володіє брендом Aiwa)
- Sony Computer Entertainment (гральні консолі Sony PlayStation)
- Sony Pictures Entertainment (виробництво і продюсування кінокартин, володіє кіностудіями Columbia Pictures і TriStars Pictures, а також повним архівом фільмів компанії MGM (спільно з компанією Comcast)).
- Sony BMG Music Entertainment (музична галузь, володіє маркою Sony-BMG спільно з компанією Bertelsmann)
- Sony Financial Holdings[en] (операції у фінансовій сфері — страхування, банки)
- Sony Mobile Communications AB (мобільні телефони)
- Sony Vaio (ноутбуки)
- Sony Bravia (телевізори)

Кількість співробітників корпорації в 2005 році склала 151 400 осіб.

## Фінансові показники
Обсяг продажів за 2008 — 09 фінансовий рік — до 7,7 трлн єн, або 80 млрд дол (зниження на 13 % від 8,87 трлн єн, або 92 млрд дол), чистий збиток — 98,94 млрд єн, або 1 млрд дол (у 2007-08 році чистий прибуток — 370 млрд єн, або 3,9 млрд дол), операційні збитки компанії в 2008—2009 фінансовому році — 228 млрд єн, або 2,4 млрд дол (операційний прибуток у 2007-08 році — 475,3 млрд єн, або 4,9 млрд дол.)
Обсяг продажів компанії за 2007-08 фінансовий рік — 85,47 млрд дол (зростання на 6,9 % до 79,95 млрд дол у 2006-07 році). Чистий прибуток — 3,56 млрд дол (зростання в 3 рази від 1,22 млрд дол у 2006-07 році).
Зростання прибутку головним чином обумовлений скороченням втрат, пов'язаних з розробкою гральної консолі нового покоління PlayStation 3, а також ефективними продажами плоских телевізорів і цифрових камер.
Консолідована виручка у фінансовому році, що закінчився 31 березня 2007 року, — 8,3 трлн єн (69,7 млрд дол.), чистий прибуток — 126,3 млрд єн (1,06 млрд дол.).

## Торговельні марки
- Sony Group
- Sony Music Entertainment
- Sony Pictures
- Sony Mobile Communications AB
- Sony Playstation
- Sony BRAVIA
- Sony α (Alpha)[en]
- Sony Handycam[en]
- Sony Walkman[en]
- Sony Entertainment Television[en]
- Sony bloggie
- Cyber-shot
- VAIO
- Xperia

## Судові позови
В листопаді 2023 року, згідно повідомлення агентства Reuters, проти Sony Interactive Entertainment (SIE) продовжено розгляд справи за позовом від імені майже 9 мільйонів людей у Великій Британії, які придбали цифрові ігри або додатковий контент через магазин PlayStation Store від «Sony». У позові від 2022 року стверджується, що клієнти платили за ігри та додатковий контент вищу ціну, ніж вони могли б заплатити, тобто з них стягували ще 30 % комісію. Апеляційний трибунал (The Competition Appeal Tribunal) дозволив продовжувати розгляд справи. Таким чином, компанія «Sony» може стикнутися з масовим позовом на суму до 7,9 млрд дол.

## Цікаві факти
Sony BMG Music Entertainment, Inc. (належить «Sony» на 50 %), член RIAA, вирізняється боротьбою з «піратством». Був зафіксований випадок, коли в ліцензійні диски вбудовувався руткіт, який стежив за користувачем і відразу повідомляв про спроби копіювання і тиражування дисків (див. Скандал із захистом від копіювання Sony BMG CD).
У 2022 році компанія «Sony» заявила про намір придбати розробника ігор Bungie, яка є творцем серії Destiny та Halo, за 3,6 млрд дол.